# 古利亞伊夫卡
47°4′11″N 30°58′42″E / 47.06972°N 30.97833°E
胡利亞伊夫卡（烏克蘭語：Гуляївка）是位於烏克蘭西南部的村莊，由敖德萨州贝雷济夫卡区的貝雷濟夫卡市鎮負責管轄。該村始建於1812年，面積1.58平方公里，海拔高度4米，2001年人口418，人口密度每平方公里264.56人。